# Complesso industriale SAITI
Il complesso industriale SAITI (Società Anonima Industrie Tessili Italiane) è un esempio significativo di architettura industriale e produttiva situato a Pavia, in Via Vigentina 7. Progettato dall'architetto Eliseo Mocchi, il complesso riflette l'estetica razionalista tipica degli anni '30 e rappresenta un'importante testimonianza della storia industriale della città.

## Storia
L'iter progettuale del Complesso Industriale SAITI iniziò nel 1939, ma la sua realizzazione subì interruzioni a causa degli eventi bellici della Seconda Guerra Mondiale. La costruzione del complesso fu completata nell'immediato dopoguerra, nel 1947. Nel corso degli anni, lo stabilimento ha subito diversi ampliamenti e modifiche per adattarsi alle esigenze produttive e funzionali dell'industria tessile.
Nel decennio successivo alla sua realizzazione vennero fatte aggiunte e modifiche in relazione alle esigenze dei dipendenti e al periodo storico. Venne infatti costruito un nuovo fabbricato, in aggiunta a quelli già esistenti, adibito a mensa aziendale, servizi sanitari e rifugio antiaereo, garantendo misure di sicurezza adeguate al periodo bellico.
Successivamente venne implementato lo spazio disponibile per i dipendenti, elevando di un piano il fabbricato situato a sinistra dell'entrata principale.
Nel 1947 poi, causa incendio, si rese necessaria la ricostruzione del capannone distrutto e la conseguente realizzazione di serbatoi d’acqua antiincendio per la sicurezza generale. Vennero inoltre costruiti serbatori per carburanti e un nuovo capannone.
Le ultime modifiche alla fine degli anni 40 riguardarono la realizzazione di un magazzino per il deposito degli oli, un'infrastruttura essenziale per la gestione sicura e organizzata delle risorse e l’ampliamento del fabbricato destinato agli uffici, migliorando le condizioni di sicurezza e di lavoro generali. L'utilizzo di nuovi locali come uffici e il completamento del fabbricato sul lato sud rappresentarono un ulteriore passo avanti nell'ottimizzazione degli spazi aziendali.
Negli anni seguenti, furono costruiti due balconi per il fabbricato dei dipendenti e una scala di accesso alla cabina SAITI n.9.
L'installazione delle centraline per l'impianto di condizionamento e la sistemazione dei servizi dagli anni 60 in poi, portarono a un significativo miglioramento delle condizioni ambientali all'interno degli stabilimenti.
Venne inoltre ampliato l’intero complesso industriale tramite la realizzazione di un opificio ad uso deposito di telai in disuso. Successivamente, il collaudo di un nuovo capannone e l'ottenimento del permesso di abitabilità garantirono la conformità alle normative e la sicurezza degli edifici dell’epoca.
Infine, nel 1970, la copertura di raccordo fra i capannoni esistenti migliorò l'integrazione delle diverse strutture aziendali, ottimizzando i flussi di lavoro e l'organizzazione degli spazi produttivi.

## Descrizione

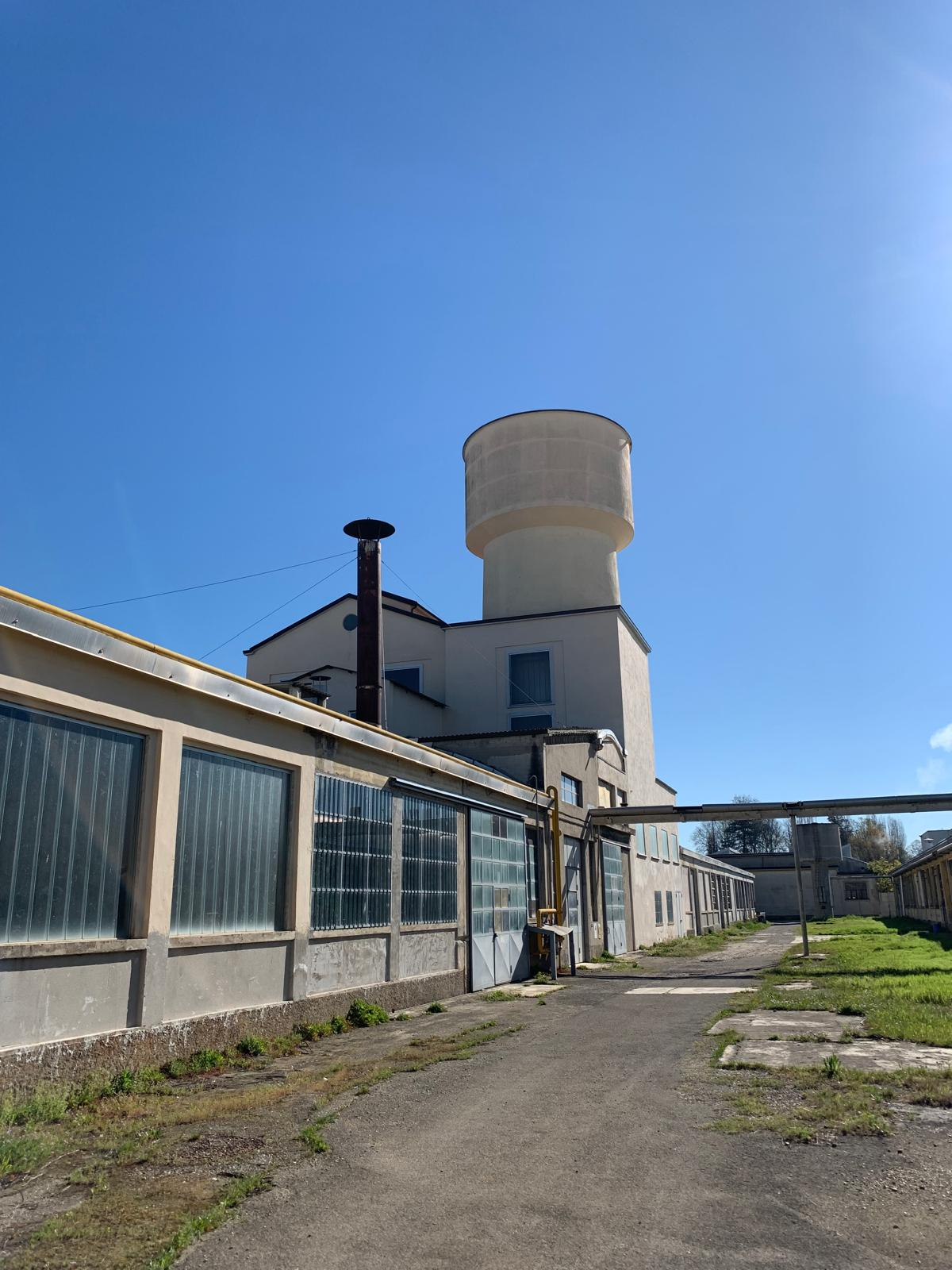
Torre per la raccolta delle acque

Il complesso si trova nella periferia nord-est di Pavia, lungo Via Vigentina, che funge da collegamento tra la città e la fascia meridionale milanese. L'ingresso principale è costituito da due eleganti palazzine di tre piani che fronteggiano la strada, collegate tra loro attraverso una pensilina porticata e terrazzata che accoglie i visitatori.
All'interno del complesso, una serie di capannoni paralleli cattura l'attenzione grazie alle ampie vetrate incorniciate da lesene e alle coperture a volta ribassata estradossata. Proprio quest’ultime, lungo gli accessi principali, delineano portali con travi curve in calcestruzzo armato, creando una linea ondulata continua che conferisce dinamismo alla facciata principale. Gli edifici su strada, al contrario, sono caratterizzati da coperture a falde, conferendo così varietà architettonica al complesso. Le facciate, inoltre, combinano intonaco e mattoni a vista, creando un interessante e piacevole contrasto visivo. I serramenti in metallo completano il quadro, aggiungendo un tocco moderno e funzionale.
Al centro del complesso si erge un imponente volume, caratterizzato dalla presenza di una ciminiera e di una torre per la raccolta delle acque, elementi che conferiscono un carattere distintivo al panorama circostante.
Nonostante le numerose trasformazioni subite nel corso degli anni, il complesso è tutt’oggi esistente e mantiene la sua essenza architettonica. Anche se parte degli spazi è stata adattata a nuove funzioni, infatti, l'edificio conserva ancora elementi di rilievo che testimoniano l'attenzione alla qualità formale, dimostrando che anche le strutture industriali possono essere progettate con un occhio di riguardo allo stesso tempo verso l'estetica e alla funzionalità.

### Fonti archivistiche
- Archivio storico civico Pavia, Archivio comunale parte moderna, A. C. p. m. 317 VI 1 B n. 2 (Mezzabarba), su archiviostoricocivicopavia.archimista.com.
- Archivio storico civico Pavia, Archivio comunale parte moderna, A. C. p. m. 660 X 2 n. 86 - (Mezzabarba), su archiviostoricocivicopavia.archimista.com.
- Archivio storico civico Pavia, Archivio comunale parte moderna, A. C. p. m. 816 X 2 fasc. 1 n. 67 (Mezzabarba), su archiviostoricocivicopavia.archimista.com.
- Archivio storico civico Pavia, Archivio comunale parte moderna, ARCHI. COM. (P. MEZZABARBA) 1015 X FASC. 1 N. 8, su archiviostoricocivicopavia.archimista.com.
- Archivio storico civico Pavia, Archivio comunale parte moderna, A.C.p.m. 1541 fasc. 1 n. 6, su archiviostoricocivicopavia.archimista.com.
- Archivio storico civico Pavia, Archivio comunale parte moderna, b. 82, fasc. 2, su archiviostoricocivicopavia.archimista.com.
- Archivio storico civico Pavia, Archivio comunale parte moderna, b. 1886, fasc. 0, su archiviostoricocivicopavia.archimista.com.